# Мерілін Вілсон (плавчиня)
Мерілін Вілсон (англ. Marilyn Wilson, 14 липня 1943) — австралійська плавчиня.
Призерка Олімпійських Ігор 1960 року.